# سعد بن علي الزنجاني
أبو القاسم سعد بن علي بن محمد بن علي بن الحسين الزنجاني شيخ الحرم بمكة.

## طلبه للعلم
ولد في زنجان سنة 380 هـ وتربى فيها. سمع من: أبو عبد الله بن نظيف، والحسين بن ميمون الصدفي، وعدة بمصر، وعلي بن سلامة بغزة، ومحمد بن أبي عبيد بزنجان، وعبد الرحمن بن ياسر الجوبري، وعبد الرحمن بن الطبيز الحلبي وطبقتهما بدمشق. حدث عنه: أبو بكر الخطيب وهو أكبر منه، وأبو المظفر منصور بن عبد الجبار السمعاني، ومكي الرميلي، وهبة الله بن فاخر، ومحمد بن طاهر الحافظ، وعبد المنعم بن القشيري، ومختار بن علي الأهوازي  وآخرون .

## ثناء العلماء عليه
قال أبو سعد السمعاني: «قال لي شيخ: كان جدك أبو المظفر عزم على المجاورة في صحبة سعد الإمام، فرأى والدته كأنما كشفت رأسها تقول  يا بني، بحقي عليك إلا ما رجعت إلي، فإني لا أطيق فراقك. قال: فانتبهت مغموما، وقلت: أشاور الشيخ، فأتيت سعدًا، ولم أقدر من الزحام أن أكلمه، فلما قام تبعته، فالتفت إلي، وقال: يا أبا المظفر، العجوز تنتظرك. ودخل بيته، فعلمت أنه كاشفني، فرجعت تلك السنة». وعن ثابت بن أحمد قال: «رأيت أبا القاسم الزنجاني في النوم يقول لي مرة بعد أخرى : إن الله يبني لأهل الحديث بكل مجلس يجلسونه بيتا في الجنة».
قال أبو سعد: «كان سعد حافظا متقنا، ثقة، ورعا، كثير العبادة، صاحب كرامات وأيات، وإذا خرج إلى الحرم يخلو المطاف، ويقبلون يده أكثر مما يقبلون الحجر الأسود». وقال ابن طاهر: «ما رأيت مثله، وسمعت أبا إسحاق الحبال يقول: لم يكن في الدنيا مثل سعد بن علي في الفضل، كان يحضر معنا المجالس ، ويقرأ بين يديه الخطأ، فلا يرد، إلا أن يسأل فيجيب». قال ابن طاهر: «وسمعت الفقيه هياج بن عبيد إمام الحرم ومفتيه يقول : يوم لا أرى فيه سعدا لا أعتد أني عملت خيرا . وكان هياج يعتمر في اليوم ثلاث عمر ». وقال أيضًا: «لما عزم سعد على المجاورة، عزم على نيف وعشرين عزيمة، أن يلزمها نفسه من المجاهدات والعبادات، فبقي به أربعين سنة لم يخل بعزيمة منها، وكان يملي بمكة في بيته يعني خوفا من دولة العبيدية».

## نظمه العلمي
لسعد قصيدة في قواعد أهل السنة وهي:
له كتاب الفرق بين الضاد والظاء.

## وفاته
توفي الزنجاني في أول سنة 471 هـ، وله تسعون عامًا.